# The Stolen Invention (film 1912)
The Stolen Invention è un cortometraggio muto del 1912 diretto da George Melford. Gli interpreti sono Carlyle Blackwell e Alice Joyce.

## Trama
Trama e commenti su Stanford.edu

## Produzione
Prodotto dalla Kalem Company

## Distribuzione
Il film - un cortometraggio in una bobina - uscì nelle sale il 29 aprile 1912 distribuito dalla General Film Company.